# Andrea Pisani (ammiraglio)
Andrea Pisani (Venezia, 1662 – Corfù, 21 settembre 1718) è stato un ammiraglio italiano, che durante la seconda guerra di Morea fu nominato Capitano Generale da Mar e insignito del titolo di Cavaliere dell'Ordine della Stola d'Oro nel 1717.

## Biografia

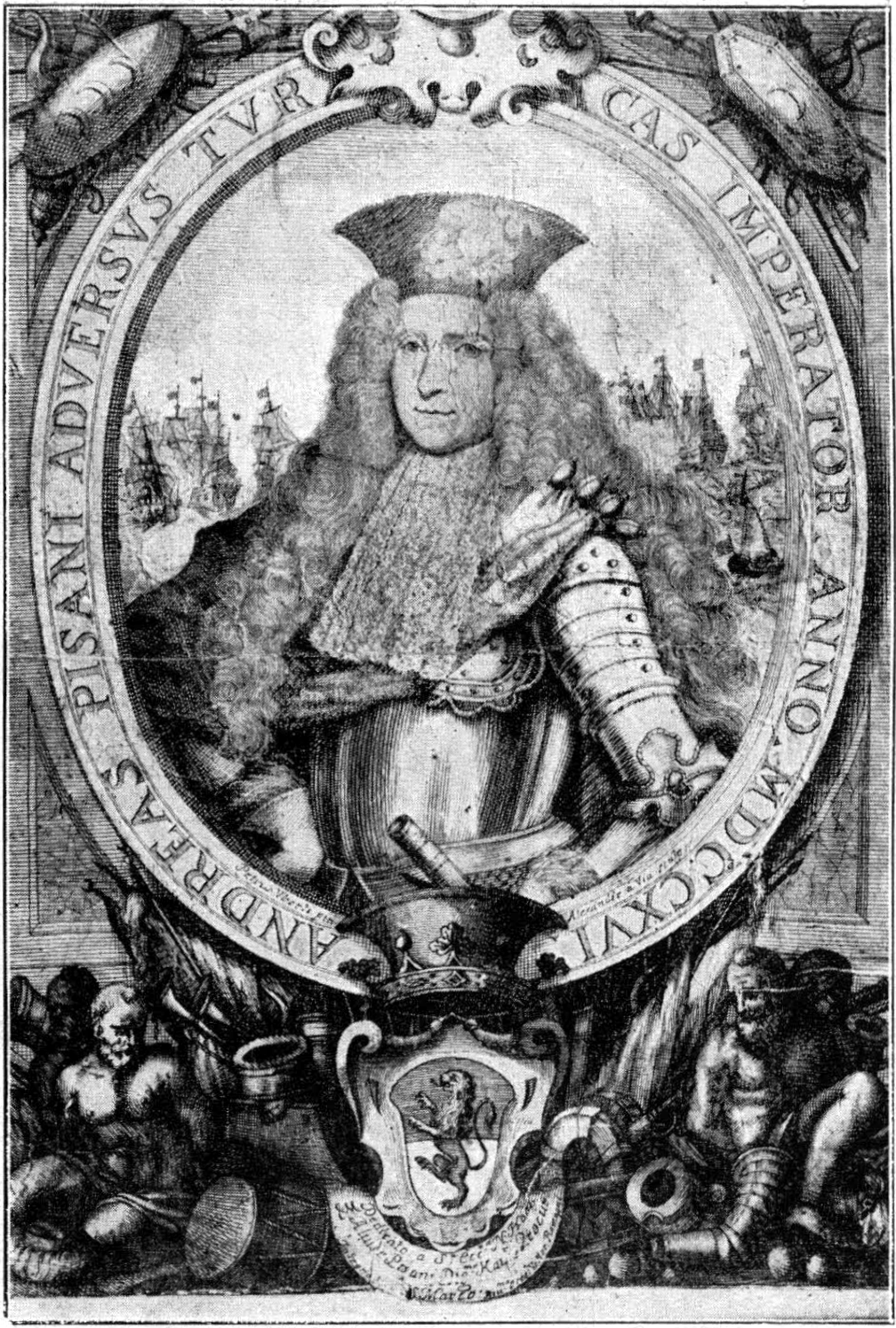
Andrea Pisani Capitano Generale da Mar nel 1716.

Nacque a Venezia nel 1662 dall'omonima nobile famiglia appartenente al patriziato veneziano, figlio di Gianfrancesco e Paolina Contarini.
In gioventù venne bandito dalla città su ordine del Consiglio dei Dieci in data 25 agosto 1682 per aver commesso, insieme ad altri giovani nobili,  atti dispregiativi contro le monache di Santa Caterina a Brescia.
Per lavare questa macchia si arruolò volontario nell'Esercito imperiale d'Ungheria combattendo nel 1686  durante l'assedio di Buda.  L'anno successivo rientrò in Patria arruolandosi nell'Armada da Mar sotto il comando del Governator di Nave Pietro Zaguri.
Nel 1693 ricoprì l'incarico di Commissario pagatore  sotto il Doge e Capitano Generale da Mar Francesco Morosini.  Nel 1695 prese parte alla battaglia degli scogli degli Spalmadori sotto il comando del Capitano Generale da Mar Antonio Zeno, combattuta contro l'armata turca che cercava di riconquistare l'isola di Chio, e nel 1696 a quella di Andro sotto gli ordini del Capitano Generale da Mar Alessandro Molin. Rientrato a Venezia fu nominato Senatore, ricoprendo numerosi incarichi da Magistrato fino a quando nel 1715, dopo lo scoppio della seconda guerra di Morea, divenne Provveditore generale delle Isole e poi Capitano Generale da Mar. Nel 1716 respinse brillantemente gli attacchi portati dai turchi alla piazzaforte di Corfù, riconquistò Butrinto e poi Santa Maura. 
Si distinse brillantemente nel 1717, durante la battaglia del porto di Passavà, insieme al fratello Carlo  e una volta ritornato a Santa Maura collaborò con il Feldmaresciallo Johann Matthias von der Schulenburg a realizzare le opere di fortificazione. Occupò poi Prevesa e conquistò Vonizza venendo, per queste brillanti azioni, creato dal senato Cavaliere dell'Ordine della Stola d'Oro.
Nel 1718, mentre stava assediando Dulcigno, giunse notizia della firma della pace di Passarowitz ed egli rientrò quindi a Corfù con le navi della flotta. Il 21 settembre dello stesso anno rimase ucciso dall'esplosione di una polveriera colpita accidentalmente da un fulmine. La salma fu poi trasportata a Venezia dove furono celebrati i solenni funerali, e quindi tumulata nell'isola della Certosa.

### Annotazioni
1. ↑  La coppia ebbe altri cinque figli, Carlo (1655-1740), Ermolao, Alvise che fu poi Doge, Lorenzo, e Marcantonio.
2. ↑  Che con una feluca passò in mezzo alle navi nemiche in piena azione di fuoco, riordinando la linea delle navi veneziane sbandate e rincuorando i soldati.

### Fonti
1. 1 2 3 4 5 6  Cicogna 1827, p. 93.
2. ↑  Bandi et sentenze dell'eccelso Conseglio di dieci contra Tommaso e Paolo fratelli Caprioli q. conte Costanzo di Brescia, ed altri fra' quali ser Andrea Pisani de ser Z. Francesco, Stampate per Gio. Pietro Pinelli stampator ducale.
3. 1 2 3 4 5 6 7 8  Cicogna 1827, p. 94.
4. ↑  Cicogna 1827, p. 95.
5. ↑  Ferrari 1723, p. 249.